# Tiaan Pretorius
Pour les articles homonymes, voir Pretorius.
Tiaan Pretorius est un joueur sud-africain de rugby à sept né le 19 février 2001 à Bloemfontein, dans l'État libre.

## Biographie
Il a remporté avec l'équipe d'Afrique du Sud la médaille de bronze du tournoi masculin des Jeux olympiques d'été de 2024, organisés à Paris.